# Margaret Livingston
Margaret Livingston est une actrice américaine née le 25 novembre 1895 à Salt Lake City, Utah (États-Unis), décédée le 13 décembre 1984 à Warrington (États-Unis).

## Biographie
Margaret Livingston commence sa carrière cinématographique en 1916. Elle joue dans plus de cinquante films pendant l'époque du muet, et dans une vingtaine de films après l'apparition du parlant en 1929. Elle trouve l'un de ses rôles les plus notables dans L'Aurore (Sunrise) de F.W. Murnau en 1927. Elle a parfois doublé d'autres actrices. En 1931, elle épouse le chef d'orchestre Paul Whiteman, et peu après abandonne le cinéma en 1934.

## Filmographie

### Années 1910
- 1916 : The Chain Invisible : Elizabeth King
- 1917 : Alimony : Florence
- 1918 : Within the Cup : Undetermined role
- 1919 : The Busher
- 1919 : À tort et à travers (All Wrong) de Raymond B. West et William Worthington : Ethel Goodwin

### Années 1920
- 1920 : Haunting Shadows : Marian Deveraux
- 1920 : What's Your Husband Doing? : Madge Mitchell
- 1920 : Water, Water Everywhere : Martha Beecher
- 1920 : Hairpins : Effie Wainwright
- 1920 : The Brute Master : The Native 'Taupou'
- 1920 : The Parish Priest : Agnnes Cassidy
- 1921 : Lèvres menteuses (Lying Lips) de John Griffith Wray : Lelia Dodson
- 1921 : The Home Stretch : Molly
- 1921 : Colorado Pluck : Angela Featherstone
- 1921 : Passing Through : Louise Kingston
- 1921 : Eden and Return : Connie Demarest
- 1923 : The Social Buccaneer : Princess Elise
- 1923 : Divorce (en) : Gloria Gayne
- 1924 : Love's Whirlpool de Bruce M. Mitchell : A Maid
- 1924 : Wandering Husbands : Marilyn Foster
- 1924 : Her Marriage Vow : Estelle Winslow
- 1924 : Butterfly : Violet Van De Wort
- 1924 : The Chorus Lady : Patricia O'Brien
- 1925 : Pari tragique (Capital Punishment) : Mona Caldwell
- 1925 : Up the Ladder : Helene Newhall
- 1925 : I'll Show You the Town : Lucille Pemberton
- 1925 : Greater Than a Crown : Molly Montrose
- 1925 : La Chance d'un joueur (The Wheel) de Victor Schertzinger : Elsie Dixon
- 1925 : Destruction! (Havoc) de Rowland V. Lee : Violet Deering
- 1925 : After Marriage (en) de Norman Dawn : Alma Lathrop
- 1925 : The Best People de Sidney Olcott : Millie Montgomery
- 1925 : When the Door Opened : Mrs. Grenfal
- 1925 : Si les hommes pouvaient (Wages for Wives) de Frank Borzage : Carol Bixby
- 1926 : The Yankee Señor : Flora
- 1926 : Hell's Four Hundred : Evelyn Vance
- 1926 : A Trip to Chinatown : Alicia Cuyer
- 1926 : L'Aigle bleu (The Blue Eagle) de John Ford : Mrs. Mary Rohan
- 1926 : Womanpower : Dot
- 1926 : Breed of the Sea : Marietta Rawdon
- 1927 : Esclaves de la beauté : Goldie
- 1927 : Secret Studio : Nina Clark
- 1927 : Lightning : Dot Deal / Little Eva
- 1927 : Married Alive : Amy Duxbury
- 1927 : The Girl from Gay Paree : Gertie
- 1927 : L'Aurore (Sunrise: A Song of Two Humans) : The Woman from the City
- 1927 : Streets of Shanghai de Louis J. Gasnier : Sadie
- 1928 : A Woman's Way
- 1928 : Mad Hour : Maid
- 1928 : The Scarlet Dove : Olga
- 1928 : Wheel of Chance : Josie Drew
- 1928 : L'Homme le plus laid du monde (The Way of the Strong) : Marie
- 1928 : Say It with Sables de Frank Capra : Irene Gordon
- 1928 : Through the Breakers : Diane Garrett
- 1928 : Beware of Bachelors : Miss Pfeffer, the vamp
- 1928 : His Private Life de Frank Tuttle : Yvette Bérgere
- 1928 : The Apache : Sonya
- 1929 : Le Dernier Avertissement (The Last Warning) de Paul Leni : Evalynda Hendon
- 1929 : Bellamy Trial : Mimi Bellamy
- 1929 : Le Meurtre du canari (The Canary Murder Case) de Malcolm St. Clair et Frank Tuttle : Margaret Odell (voix)
- 1929 : The Office Scandal : Lillian Tracy
- 1929 : The Charlatan : Florence Talbot
- 1929 : La Chanson de Paris (Innocents of Paris) : Madame Renard
- 1929 : The Girl Who Wouldn't Wait : Judy Judd
- 1929 : Tonight at Twelve : Nan Stoddard
- 1929 : Acquitted : Marian
- 1929 : Two O'Clock in the Morning
- 1929 : Seven Keys to Baldpate (en) : Myra Thornhill

### Années 1930

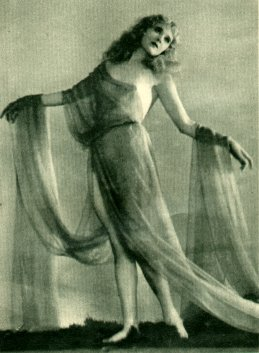
Margaret Livingston

- 1930 : Murder on the Roof : Marcia
- 1930 : For the Love o' Lil de James Tinling : Eleanor Cartwright
- 1930 : Quelle veuve ! (What a Widow!) d'Allan Dwan : Valli
- 1930 : Big Money : Mae
- 1931 : The Lady Refuses : Berthine Waller
- 1931 : Kiki : Paulette Vaile
- 1931 : God's Gift to Women : Tania Donaliff
- 1931 : Le Beau Joueur (Smart Money) de Alfred E. Green
- 1931 : Smart Money d'Alfred E. Green : District Attorney's girl
- 1931 : Broadminded : Mabel Robinson
- 1932 : Call Her Savage : Molly
- 1934 : The Social Register : Gloria